# ブルース・サーティース
ブルース・サーティース（Bruce Mohr Powell Surtees, 1937年7月23日 - 2012年2月23日）は、アメリカ合衆国ロサンゼルス出身の撮影監督。
父は『悪人と美女（白黒）』『キング・ソロモン』『ベン・ハー』でアカデミー撮影賞を受賞している撮影監督のロバート・サーティース。

## 経歴
1960年代、ドン・シーゲル監督、クリント・イーストウッド出演の『マンハッタン無宿』『真昼の死闘』などで撮影助手のクレジットがある。
1971年『白い肌の異常な夜』で撮影監督デビュー。同年『ダーティハリー』で一躍脚光を浴びる。1970年から1980年代にかけて、クリント・イーストウッドが出演した西部劇を数多く手がけた撮影監督として有名である。彼の撮影スタイルはセルジオ・レオーネ監督の「ドル箱三部作」と比較される。
1974年、ボブ・フォッシー監督の『レニー・ブルース』でアカデミー賞撮影賞ノミネート。2012年、糖尿病による合併症により亡くなった。

## 主な撮影作品
※★印はクリント・イーストウッド出演作品。
- 白い肌の異常な夜 The Beguiled (1971)★
- 恐怖のメロディ Play Misty for Me (1971)★
- ダーティハリー Dirty Harry (1971)★
- ミネソタ大強盗団 The Great Northfield Minnesota Raid (1972)
- 猿の惑星・征服 Conquest of the Planet of the Apes (1972)
- シノーラ Joe Kidd (1972)★
- 荒野のストレンジャー High Plains Drifter (1972)★
- 組織 (映画)（英語版） The Outfit (1973)
- レニー・ブルース Lenny (1974)
- ナイトムーブス Night Moves (1975)
- アウトロー The Outlaw Josey Wales (1976)★
- ラスト・シューティスト The Shootist (1976)
- インディ・キッド Three Warriors (1977)
- ビッグ・ウェンズデー Big Wednesday (1978)
- ブルックリン物語（英語版） Movie Movie (1978)
- アルカトラズからの脱出 Escape from Alcatraz (1979)★
- インチョン! Inchon (1981)
- ファイヤーフォックス Firefox (1982)★
- ホワイト・ドッグ White Dog (1982)
- センチメンタル・アドベンチャー Honkytonk Man (1982)★
- バッド・ボーイズ Bad Boys (1983)
- 卒業白書 Risky Business (1983)
- ダーティハリー4 Sudden Impact (1983)★
- タイトロープ Tightrope (1984)★
- ビバリーヒルズ・コップ Beverly Hills Cop (1984)
- ペイルライダー Pale Rider (1985)★
- サイコ3/怨霊の囁き Psycho III (1986)
- ランナウェイ/18才の標的（英語版） Out of Bounds (1986)
- ラットボーイ（英語版） Ratboy (1986)
- バック・トゥ・ザ・ビーチ（英語版） Back to the Beach (1987)
- 運転免許証 (映画)（英語版） License to Drive (1988)
- メン・ドント・リーブ Men Don't Leave (1989)
- RUN/標的にされた男 Run (1990)
- チェインズ/翳りゆく街（英語版） Chains of Gold (1990)
- ニューヨークのいたずら The Super (1991)
- 恋に焦がれて（英語版） That Night (1992)
- ダリアン（英語版） The Crush (1993)
- コリーナ、コリーナ Corrina, Corrina (1994)
- 野獣教師 The Substitute (1996)